# 浅井勇登
浅井 勇登（あさい はやと、1977年11月4日 - ）は、日本の元プロボクサー。愛知県名古屋市出身。身長164cm。

## 来歴
1995年11月19日、緑ボクシングジム所属でプロデビューし、佐野浩司を相手に1RKO勝ち。
1998年7月26日、川端賢樹・田中光輝と2引分をはさみ12戦10勝の無敗でランキングを上げ、スズキ・カバトの保持する日本フライ級王座に挑戦し、10R判定負け。王座獲得ならず。
2000年4月2日、セレス小林の保持する日本フライ級王座に挑戦し、7RKO負け。王座獲得ならず。
2000年12月2日、WBCフライ級5位ガブリエル・ミラ（メキシコ）からダウンを奪い判定勝ち。世界ランキング入り。
2001年7月15日、ポンサクレック・シンワンチャーの保持するWBC世界フライ級王座に挑戦し、5RTKO負け。王座獲得ならず。
2002年4月14日、小島英次の保持するOPBF東洋太平洋スーパーフライ級王座に挑戦し、12R判定負け。王座獲得ならず。
2002年11月24日、小懸新と対戦し、10R引き分け。この試合を最後に現役引退。
生涯戦績は24戦17勝（13KO）4敗3分。